# Smar

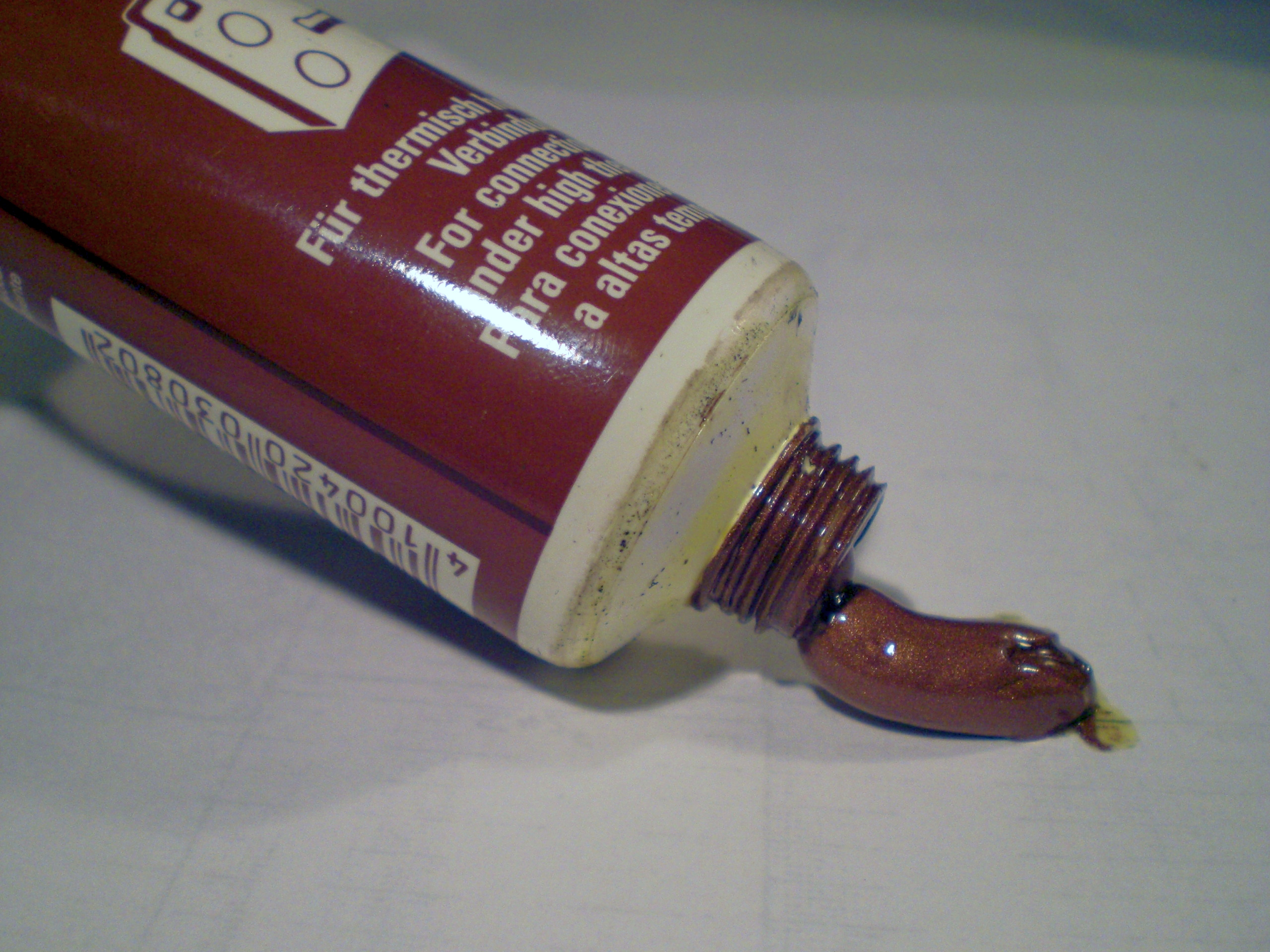
Przykładowy smar (miedziowy)

Smar – substancja zmniejszająca tarcie między powierzchniami przedmiotów, które stykając się ze sobą tymi powierzchniami, poruszają się względem siebie. Smar działa na zasadzie wniknięcia w szczelinę pomiędzy tymi powierzchniami i utworzenia tam warstwy poślizgowej poprzez całkowite odseparowanie od siebie tych powierzchni.
Poszczególne smary mogą mieć  różne konsystencje: od stałej, poprzez półpłynną, płynną aż do gazowej.
Smary zawierają substancję nośną, mająca właściwości ślizgowe – towot, olej silikonowy oraz substancje dodatkowe, decydujące często o przeznaczeniu smaru. Do smarów często dodaje się: PTFE (Teflon, Tarflen), dwusiarczek molibdenu, grafit lub miedź. Dodatki zapewniają wytworzenie prawidłowej warstwy poślizgowej.
Smary zazwyczaj spełniają jednocześnie dodatkowe funkcje, takie jak np. usprawnienie odprowadzania ciepła, ochrona antykorozyjna. Niektóre nadają się do stosowania w urządzeniach mających kontakt z żywnością (PTFE, silikon).